# Herbert Weber (Bankmanager)
Herbert Weber (* 13. Oktober 1925 in St. Ingbert; † 2. August 1993 ebenda) war ein deutscher Bankmanager und Generaldirektor der Saarländischen Landesbank.

## Leben
Nach seiner Schulausbildung machte Herbert Weber eine Lehre als Bankkaufmann und war in der Sparkasse St. Ingbert beschäftigt, als er Kriegsdienst leisten musste. Nach dem Krieg wechselte er zur Saarländischen Landesbank und Girozentrale in Saarbrücken, wo er 1952 die Leitung der Abteilung Bausparkasse des Saarlandes übernahm. Gemeinsam mit der Saarländischen Investitionskreditbank wurden dringend benötigte Geldmittel für die Wirtschaft und Bevölkerung bereitgestellt. 
1959 folgte die wirtschaftliche Rückgliederung des Saarlandes in die Bundesrepublik. Kurz nach dem Beitritt des Saarlands zur Bundesrepublik und der Einführung der D-Mark gründete die Saarländische Landesbank die Banque Franco-Allemande, die schnell ein bedeutender Faktor in den deutsch-französischen Wirtschaftsbeziehungen wurde. Dort war er im Aufsichtsrat tätig. 
1966 wurde er in den Vorstand der Landesbank Saar berufen. In dieser Funktion nahm er Aufsichts- und Verwaltungsratstätigkeiten wahr, so  auch für die Saarländische Investitionskreditbank. Von 1984 bis  1990 war er Vorstandsvorsitzender und Generaldirektor der Saarländischen Landesbank. In dieser Zeit hielt er die Bank auf Wachstumskurs.
Von 1985 bis 1990 war er Mitglied des Aufsichtsrates der Saarbrücker Zeitung.
Zum 1. Dezember 1990 ging Weber in den Ruhestand, übergab sein Amt seinem bisherigen Stellvertreter Ernst Lenz und blieb noch für einige Zeit im Beirat der Landesbank.